# Снятичі
Снятичі (пол. Śniatycze) — село в Польщі, у гміні Комарів-Осада Замойського повіту Люблінського воєводства. Населення — 282 особи (2011).

## Історія

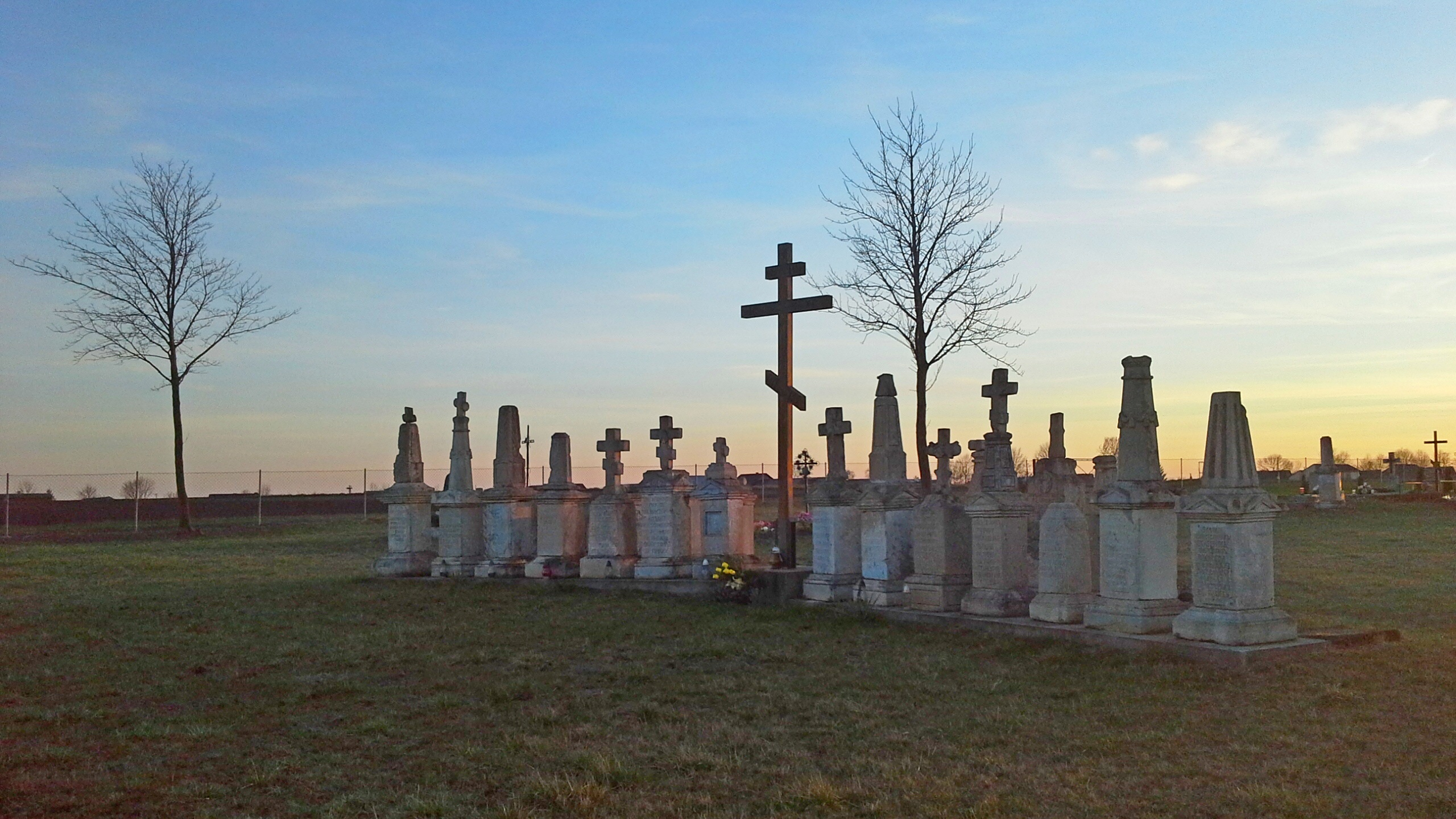
Православний цвинтар

1564 року вперше згадується православна церква в селі.
За даними етнографічної експедиції 1869—1870 років під керівництвом Павла Чубинського, у селі здебільшого проживали греко-католики, усе населення розмовляло українською мовою.
У міжвоєнні 1918—1939 роки польська влада в рамках великої акції закриття та руйнування українських храмів на Холмщині і Підляшші перетворила місцеву православну церкву на римо-католицький костел.
За німецької окупації 1939—1944 років у селі діяла українська школа.
У 1975—1998 роках село належало до Замойського воєводства.

## Населення
Демографічна структура станом на 31 березня 2011 року:
|          | Загалом | Допрацездатний вік | Працездатний вік | Постпрацездатний вік |
| -------- | ------- | ------------------ | ---------------- | -------------------- |
| Чоловіки | 138     | 33                 | 91               | 14                   |
| Жінки    | 144     | 34                 | 79               | 31                   |
| Разом    | 282     | 67                 | 170              | 45                   |

## Особистості
У селі народився митрополит Савва (Грицуняк) — глава Польської православної церкви, який не підтримав надання Томосу Православній Церкві України і якого вважають агентом спецслужб під псевдонімом «Юрек».